# Зарнешти
Зарнешти (рум. Zărnești, мађ. Zernest) град је у Румунији, у средишњем делу земље, у историјској покрајини Трансилванија. Зарнешти је град у оквиру округа Брашов.
Зарнешти је према последњем попису из 2002. имала 25.299 становника.

## Географија
Град Зарнешти налази се у југоисточном делу историјске покрајине Трансилваније, око 30 km југозападно до Брашова.
Зарнешти се налази на ободу влике котлине реке Олт, коју она гради око града Брашова. Око града издижу се Карпати. Надморска висина града је око 710 m.

## Становништво
У односу на попис из 2002, број становника на попису из 2011. се смањио.
| 1966.  | 1977.  | 1992.  | 2002.  | 2011.  |
| ------ | ------ | ------ | ------ | ------ |
| 17.628 | 23.288 | 26.319 | 26.520 | 23.476 |

Матични Румуни чине огромну већину градског становништва Зарнештија, а од мањина присутни су Мађари и Роми и Немци у веома малом постотку. До средине 20. века мањине су биле знатно бројније у граду.